# Re Magi
Re Magi, även benämnd Santi Re Magi, är en kyrkobyggnad i Rom, helgad åt de tre vise männens tillbedjan av Jesusbarnet. Kyrkan är belägen i Palazzo di Propaganda Fide vid Via di Propaganda i Rione Colonna.

## Kyrkans historia
Kongregationen för folkens evangelisering, kallad Propaganda Fide, grundades år 1622. Påve Urban VIII gav Giovanni Lorenzo Bernini i uppdrag att bygga om ett förefintligt renässanspalats – Palazzo Ferrantini – på denna plats och Palazzo di Propaganda Fide blev kongregationens högkvarter. Bernini hade 1634 även ritat en liten oval kyrka i palatset, men denna revs år 1644 då Francesco Borromini övertog ansvaret för palatsets färdigställande.
Under 1880-talet renoverades kyrkan av arkitekten Andrea Busiri Vici. Ytterligare en renovering genomfördes år 1955 av arkitekten Clemente Busiri Vici.

## Beskrivning
Kyrkans interiör fullbordades år 1665, men stuckdekorationen utfördes inte förrän efter Borrominis död. Grundplanen är en rektangel med avrundade hörn och liknar Borrominis Oratorio dei Filippini (1650). De kolossala pilastrarna med kompositakapitäl bidrar till interiörens monumentalitet. Taket har oculus- och lynettfönster. Högaltarmålningen Konungarnas tillbedjan är ett verk av Giacinto Gimignani. Ovanför denna finns Lazzaro Baldis Kristus överlämnar himmelrikets nycklar åt Petrus. Längst upp ses påve Alexander VII:s vapen, flankerat av allegorierna Tron och Religionen, utförda av Cosimo Fancelli.
Kyrkan har fyra sidokapell, två på var sida. Det första på höger hand har Carlo Pellegrinis Pauli omvändelse, medan det andra har en altarmålning av Carlo Cesi föreställande De heliga Carlo Borromeo och Filippo Neri. Det första sidokapellet till vänster har målningen Kristus kallar Andreas och Petrus, utförd av Andrea Camassei efter ett original av Giorgio Vasari. Det andra kapellet hyser målningen De heliga Frans Xavier och Frans av Sales tillbedjande den Korsfäste av Ludovico Gemignani.
Interiören har även sex byster föreställande kongregationens välgörare, bland andra kardinal Antonio Barberini. Denne föreslog att kapellet skulle helgas åt de tre vise männen, då dessa ansågs vara de första hedningarna som omvände sig till den kristna tron. Deras omvändelse kunde därför betraktas som en symbol för kongregationens uppdrag att verka för alla folks evangelisering. De övriga bysterna föreställer monsignor Joan Baptista Vives, kardinal Agostino Galamina, monsignor Johannes Savenier, kardinal Federico Cornaro och Roberto Ubaldini.
I palatset finns även ett privat kapell invigt åt den helige John Henry Newman; i detta kapell firade han sin första mässa.